# Scientific American
Scientific American (informalmente abreviado, SciAm) é uma revista de divulgação científica dos Estados Unidos. É notável por sua longa história ao apresentar informação científica a nível mensal para o público educado geral, através de sua atenção cuidadosa quanto à clareza do texto tanto quanto à qualidade dos seus gráficos coloridos especialmente comissionados.[carece de fontes?] Muitos cientistas famosos, incluindo Albert Einstein, tem contribuído com artigos nos últimos 168 anos. É a revista mensal continuamente publicada mais antiga dos Estados Unidos.

## História
A Scientific American foi fundada pelo inventor e editor Rufus Porter em 1845 como um jornal semanal de 4 páginas. Ao longo dos seus primeiros anos, muita ênfase foi posta nos relatórios do que estava acontecendo no U.S. Patent Office. Era também relatado um ampla gama de invenções incluindo máquinas de moto contínuo, um dispositivo de 1860 para recipientes flutuantes por Abraham Lincoln, e a junta universal que agora pode ser encontrada praticamente em cada automóvel produzido. Edições atuais incluem uma secção esta data na história, apresentando extratos de artigos originalmente publicados 50, 100, e 150 anos atrás. Os tópicos incluem incidentes humorísticos, teorias teimosas, e avanços dignos de nota na história da ciência e tecnologia.
Porter vendeu a publicação para Alfred Ely Beach e Orson Desaix Munn I meros 10 meses após fundá-la. Até 1948, ela permaneceu propriedade de Munn & Company. Sob Orson Desaix Munn III, neto de Orson I, ela evoluiu em uma publicação de "bancada", similar a um encarnação do século vinte de Popular Science.
Nos anos seguintes à Segunda Guerra Mundial, a revista caiu em declínio. Em 1948, três parceiros que planejavam começar uma nova revista científica popular, a ser chamada The Sciences, comprou os direitos da antiga Scientific American ao invés e pôs seu nome nos designs que eles tinham criado para a nova revista. Então os parceiros — editor Gerard Piel, editor Dennis Flanagan, e administrador geral Donald H. Miller, Jr.— essencialmente, criaram uma nova revista. Miller se aposentou em 1979, Flanagan e Piel em 1984, quando Jonathan, o filho de Gerard Piel se tornou presidente e editor; a circulação havia crescido 15 vezes desde 1948. Em 1986, foi vendida ao grupo Holtzbrinck da Alemanha, o qual retém os direitos desde então.
No outono de 2008, Scientific American foi posta sobre controle do Nature Publishing Group, uma divisão do Holtzbrinck.
Donald Miller morreu em dezembro de 1998, Gerard Piel de setembro de 2004 e Dennis Flanagan em janeiro de 2005. Mariette DiChristina é a atual editora encarregada, após John Rennie ter se retirado em junho de 2009.

## Edições internacionais
Scientific American publicou sua primeira edição estrangeira em 1890, a La America Cientifica em língua espanhola. A publicação foi suspensa em 1905, e mais 63 anos se passariam antes de uma nova edição estrangeira aparecer: Em 1968, uma edição italiana, Le Scienze, foi lançada, e uma edição japonesa, Nikkei Science (日経サイエンス), a seguiu 3 anos mais tarde. Uma edição espanhola, Investigación y Ciencia foi lançada na Espanha em 1976, seguida por uma edição francesa, Pour la Science, na França em 1977, e uma edição alemã, Spektrum der Wissenschaft, na Alemanha em 1978. Uma edição russa V Mire Nauki foi lançada na União Soviética em 1983, e continua na Federação Russa atual. Kexue (科学, "Ciência" em chinês), uma edição em chinês simplificado foi lançada em 1979, foi a primeira revista ocidental publicada na People's Republic of China. Fundada em Chongqing, a revista em chinês simplificado foi transferida para Beijing em 2001. Mais tarde em 2005, uma nova edição, Ciência Global (环球科学), foi publicada ao invés de Kexue, a qual foi cancelada devido a problemas financeiros. Uma edição em chinês tradicional, conhecida como 科學人 ("Cientista" em chinês), foi introduzida em Taiwan em 2002, e tem sido desenvolvido em a melhor revista científica popular de Taiwan. A edição húngara Tudomány existiu entre 1984 e 1992. Em 1986, uma edição árabe, Oloom magazine (مجلة العلوم), foi publicada. Em 2002, um edição em português foi lançada no Brasil pela Editora Duetto, uma joint-venture entre a Editora Segmento e a Ediouro Publicações.
Hoje, Scientific American publica edições em 18 línguas estrangeiras ao redor do globo: árabe, português brasileiro, chinês simplificado, chinês tradicional, tcheco, holandês, francês, alemão, grego, hebraico, italiano, japonês, coreano, lituano (descontinuada após 15 edições), polonês, romeno, russo, e espanhol.
De 1902 a 1911, Scientific American supervisionou a publicação da Encyclopedia Americana, a qual durou parte do período conhecido como The Americana.

## Primeira edição

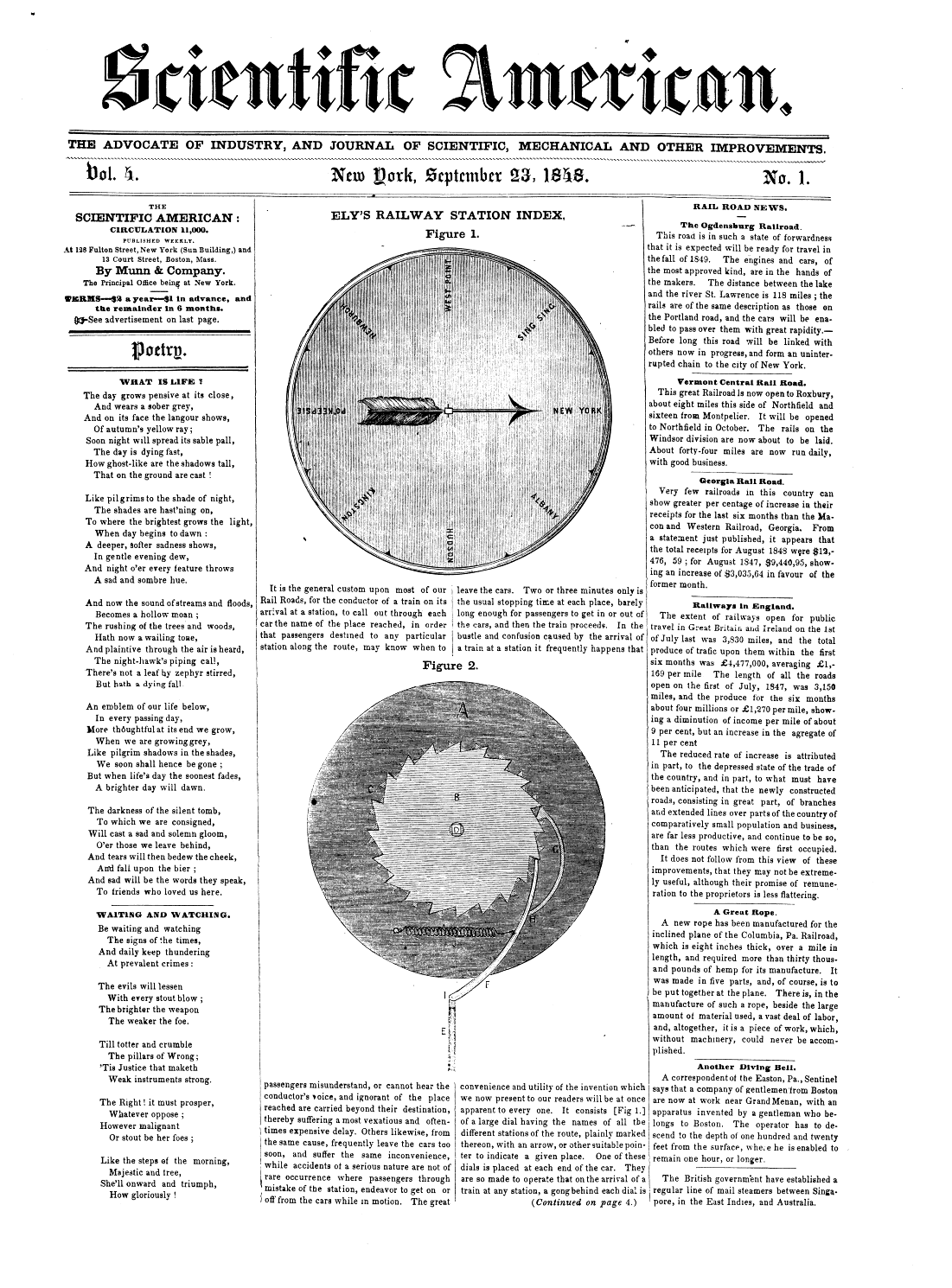
Capa da edição de Setembro de 1848

Originalmente se intitulou "A Defensora da Indústria e Empreendimento" e "Jornal de Mecânica e outras Melhoras". Na capa da primeira edição estava a gravura dos "Improved Rail-Road Cars". O calcês tinha o comentário seguinte:
Scientific American publicada na manhã de cada quinta-feira na Spruce Street No. 11, Nova Iorque, State Street No.16, Boston, e Arcade Philadelphia No. 2l, (O principal escritório sendo em Nova Iorque) por Rufus Porter. Cada número será ilustrado com duas a cinco gravuras originais, e conterá, em alta adição as mais interessantes novidades dos eventos passados, notícias gerais do progresso da Mecânica e outras Melhorias Científicas; americanas e estrangeiras. Melhorias e invenções; catálogo de patentes americanas; ensaios científicos, ilustrativo dos princípios das ciências da mecânica, química, e arquitetura: informação útil e instrução em várias artes e comércios; experimentos filosóficos curiosos; inteligência miscelânica, música e poesia. Este jornal é especialmente intitulado à patronagem de Mecânicos e Produtores, sendo o único jornal da América devotado ao interesse de todas as classes; mas é particularmente útil a fazendeiros, já que não apenas os auxiliará pelas melhorias em implementos agrícolas, mas também os instruirá em vários comércios mecânicos, e os protegerá de imposições. Como jornal familiar, propiciará inteligência útil para crianças e jovens, cinco vezes mais caro em instrução escolar. Mais outro argumento importante a favor deste papel, é que ele custará dois dólares no final do ano quando o volume estiver completo, (Antigos volumes de "New York Mechanic", sendo hoje cotados ao dobro do valor original, em espécie.) Termos: A "Scientific American" será fornecida a assinantes a 2 dólares por ano, - um dólar em adiantamento, e o balanço em seis meses. Cinco cópias serão enviadas a um endereço durante seis meses por quatro dólares em adiantamento. Qualquer pessoa procurando dois ou mais assinantes, serão agraciados com uma comissão de 25 centavos cada.
O comentário sob a ilustração é uma amostra do seu estilo na época:

Talvez não haja nenhum tópico de mecânica que tenha progredido tão rapidamente nos últimos dez anos como o de vagões de passageiros de trem. Deixe qualquer pessoa contrastar os vagões desajeitados e grosseiros de 1835 com os vagões soberbamente longos e esplêndidos atualmente correndo em vários trilhos do leste, e ele achará difícil contar a outrem, uma ideia correta da vasta extensão de melhora. Alguns dos mais elegantes vagões desta classe, e que têm capacidade para acomodar de 60 a 80 passageiros, e percorrer com uma estabilidade dificilmente igualada por um barco a vapor em água sem correnteza, são produzidos pela Davenport & Bridges, no seu estabelecimento in Cambridgeport, Mass. Os produtores introduziram recentemente uma variedade de melhorias excelentes na construção de troncos, molas e conexões, os quais são calculados para evitar resistência atmosférica, assegurar segurança e conveniência, e contribuir com facilidade e conforto aos passageiros, enquanto correm a uma taxa de 30 ou 40 milhas por hora [48 ou 64 km/h].
A primeira edição também apresentou um comentário sobre um dispositivo para navegação aérea proposto por Signor Muzio Muzzi.

## Controvérsia
Dr. Danielle Lee, uma cientista negra que bloga na Scientific American, foi chamada de "puta" num email por um editor no website de ciência, Science Online, depois de se recusar a escrever conteúdo profissional sem remuneração. Quando Lee, revoltada quanto ao email, escreveu uma réplica no seu blog Scientific American, a editora encarregada da Scientific American, Mariette DiChristina, removeu a postagem, desencadeando uma revolta dos apoiadores de Lee. O editor da Biology Online foi demitido após o incidente.

## Editores
- Rufus Porter (1792–1884), primeiro
- Orson Desaix Munn I, terceiro[12]
- Dennis Flanagan (1919–2005) foi o editor começando em 1947.[13]
- Jonathan Piel, Junho 1984 a Agosto 1994
- John Rennie, sétimo editor encarregado, 1994–2009
- Mariette DiChristina, oitavo editor encarregado, nomeada Dezembro de 2009

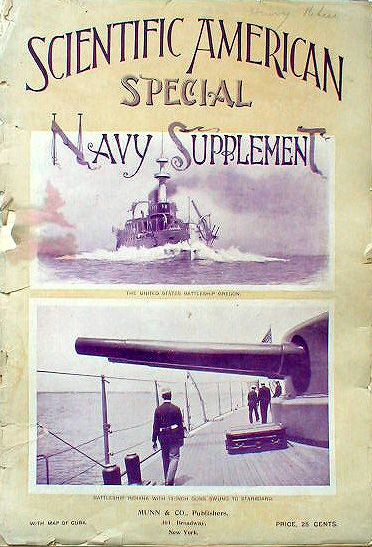
Special Navy Supplement, 1898

## Edições especiais
- Communications, Computers, and Networks - September 1991

## Scientific American 50 award
O prêmio Scientific American 50 começou em 2002 para reconhecer contribuições na ciência e tecnologia durante o ano prévio da revista. O 50 awards da revista cobre várias categorias incluindo agricultura, comunicações, defensa, meio-ambiente, e diagnóstico médico. A lista completa dos vencedores de cada ano aparecem na edição de Dezembro da revista, assim como no website da mesma.

## Website
Em Março de 1996, Scientific American lançou seu próprio website que inclui artigos de edições passadas e atuais, artigos exclusivos, notícias diárias, ciência estranha, relatórios especiais, trivialidades, "Scidoku" e mais.

## Colunas
Aspectos notáveis incluem:
- Martin Gardner's Mathematical Games column
- Douglas Hofstadter's Metamagical Themas
- The Amateur Scientist column
- A.K. Dewdney's Computer Recreations column
- Michael Shermer's Skeptic column

## Televisão
De 1990 a 2005 a Scientific American também produziu um programa televisivo na PBS chamado Scientific American Frontiers.

## Livros
De 1983 até o presente, a Scientific American produziu um conjunto de volumes enciclopédicos da sua divisão de publicação, a Scientific American Library. Esses livros não foram vendidos em lojas de varejo, mas como um Livro do Mês selecionado pelo clube custando entre $ 24,95 to $ 32,95. Tópicos cobrem dezenas de áreas de conhecimento científico e incluem ensaios aprofundados sobre: O Sistema Solar; A Segunda Lei (da Termodinâmica); Fogo; Sol e Terra; Dos Quarks ao Cosmos; Além da Terceira Dimensão; A Ciência das Palavras (Lingüística); Diversidade e a Floresta Tropical; Estrelas; Supercomputação e a Transformação da Ciência; Explorando Mundos Planetários; Atração Fatal da Gravidade; Ciclos da Vida • Civilização e a Biosfera; e Nuvens Cósmicas.

## Debate político e científico
Em Abril de 1950, a U.S Atomic Energy Commission ordenou que a Scientific American interrompesse a publicação de uma edição contendo um artigo por Hans Bethe que parecia revelar informação confidencial sobre a bomba de hidrogénio. Subsequente revisão do material determinou que a AEC exagerou. O incidente foi importante para a história da "nova" Scientific American, já que a decisão da AEC de queimar 3000 cópias da primeira impressão da revista contendo o material ofensivo pareceu ser "queima de livros numa sociedade livre" quando o editor Gerard Piel deixou vazar o incidente para a imprensa.
A edição de maio de 2007 exibiu uma coluna por Michael Shermer chamando pela retirada dos Estados Unidos da guerra do Iraque. Em resposta, o colunista online do Wall Street Journal James Taranto jocosamente chamou a Scientific American de "uma revista política liberal".
O editor foi criticado em 2009 quando notificou bibliotecas universitárias assinantes que a assinatura anual aumentaria para quase 500% na versão impressão e de 50% na versão online para 1 500 dólares anualmente.
Na edição de janeiro de 2012, a Scientific American publicou uma reportagem especial sobre o livro The Skeptical Environmentalist de Bjørn Lomborg, onde os cientistas Stephen Schneider, John Holdren, John Bongaarts e Thomas Lovejoy explicam os erros científicos do livro.